# Шарма, Сурадж
Сурадж Шарма (англ. Suraj Sharma, род. 21 марта 1993 года) — индийский актёр из Нью-Дели, который дебютировал в главной роли в фильме 2012 года «Жизнь Пи». Картину снял режиссёр Энг Ли по одноимённому роману.

## Жизнь и карьера
Сурадж Шарма родился в Нью-Дели. Он окончил школу Сардар Пател Видиалайя, где считался популярным учеником. До съёмок в фильме он не обучался актёрской игре и не думал о карьере актёра. Сурадж принял участие в кастинге только потому, что на этом настоял его младший брат Шрихарш. Помимо Сураджа на главную роль в фильме «Жизнь Пи» пробовалось около трех тысяч человек. Режиссёр Энг Ли заметил, что выбрал Сураджа в основном из-за его выразительных глаз и невинной внешности. Согласно ему, Шарма не только идеально несёт эмоции главного героя Пи, но и выглядит как Пи.
После съёмок фильма Шарма продолжил изучение философии в Колледже Святого Стефана при Делийском университете. Он также намеревается продолжить актёрскую карьеру. Его игра в основном получила положительные отзывы.
В 2013 году Сурадж Шарма утверждён на роль в фильме «Рука на миллион» режиссёра Крейга Гиллеспи, в котором он сыграет питчера, одного из победителей реалити-шоу «Million Dollar Arm».

## Фильмография
| Год  |   | Русское название              | Оригинальное название | Роль         |
| ---- | - | ----------------------------- | --------------------- | ------------ |
| 2012 | ф | Жизнь Пи                      | Life of Pi            | Пи Патель    |
| 2014 | ф | Рука на миллион               | Million Dollar Arm    | Ринку Сингх  |
| 2014 | с | Родина                        | Homeland              | Айан Ибрагим |
| 2015 | ф |                               | Umrika                | Рамакант     |
| 2015 | ф |                               | Burn Your Maps        | Исмаил       |
| 2017 | ф | Филлаури                      | Phillauri             | Канан        |
| 2018 | с | Бог меня зафрендил            | God Friended Me       | Ракеш Сехгал |
| 2019 | ф | Счастливого нового дня смерти | Happy Death Day 2U    | Самар Гош    |

## Награды и номинации
Шарма получил награду Общества кинокритиков Лас-Вегаса как юный актёр, дебютировавший в фильме. 27 июня 2013 года получил премию Сатурн в номинации Лучшая игра молодого актёра за исполнение главной роли в фильме Жизнь Пи.
| Год  | Фильм    | Награда                            | Категория                             | Результат |
| ---- | -------- | ---------------------------------- | ------------------------------------- | --------- |
| 2012 | Жизнь Пи | BAFTA                              | Восходящая звезда                     | Номинация |
| 2012 | Жизнь Пи | Critics’ Choice Movie Awards       | Молодой актёр                         | Номинация |
| 2012 | Жизнь Пи | Сообщество кинокритиков Лас Вегаса | Молодой актёр                         | Победа    |
| 2013 | Жизнь Пи | NAACP Image Awards                 | Лучший актёр в кинофильме             | Номинация |
| 2013 | Жизнь Пи | MTV Movie Awards                   | Кинонаграда MTV за лучший прорыв года | Номинация |
| 2013 | Жизнь Пи | MTV Movie Awards                   | Кинонаграда MTV за лучший испуг       | Победа    |
| 2013 | Жизнь Пи | Сатурн                             | Лучшая игра молодого актёра           | Победа    |